# 1053 (عدد)
1053 هو عدد صحيح، يلي العدد 1051 وويسبق العدد 1054.

## في الرياضيات

### خصائص
- عدد طبيعي.[3]
- عدد فردي.[4][5]
- عدد موجب،[6] السالب منه هو -1053.[7]

## في التاريخ
- 1053 هـ هي سنة في التقويم الهجري.
- هي سنة 1053 م في التقويم الميلادي.

## وصلات خارجية
الأعداد الصاتمة، ديوان اللغة العربية.